# Dies irae (cykl Jerzego Żuławskiego)
Dies irae – cykl sonetów młodopolskiego poety Jerzego Żuławskiego z 1898. Składa się z dziewięciu utworów. Tytuł jest aluzją do średniowiecznego hymnu o tematyce apokaliptycznej Dies irae, czyli Dzień gniewu, przypisywanego Tomaszowi z Celano. Sonety z omawianego cyklu są napisane trzynastozgłoskowcem.
Czas stanął. Śmierć skończyła już dzieło zniszczenia
i otarłszy krew skrzepłą z swej paszczęki wilczej,
nad zgliszczami i gruzem usiadła i milczy —
po raz pierwszy bezczynna od świata stworzenia.
Zobacz też: Dies irae (hymn Jana Kasprowicza).